# Hundsjön, Lappland
Hundsjön är en sjö i Vilhelmina kommun i Lappland och ingår i Ångermanälvens huvudavrinningsområde. Sjön har en area på 0,146 kvadratkilometer och ligger 338 meter över havet.

## Delavrinningsområde
Hundsjön ingår i det delavrinningsområde (713922-155603) som SMHI kallar för Utloppet av Stenkullafors Dämnomr. Medelhöjden är 379 meter över havet och ytan är 139,27 kvadratkilometer. Räknas de 722 avrinningsområdena uppströms in blir den ackumulerade arean 8 199,55 kvadratkilometer. Avrinningsområdets utflöde Ångermanälven mynnar i havet. Avrinningsområdet består mestadels av skog (69 procent). Avrinningsområdet har 26,8 kvadratkilometer vattenytor vilket ger det en sjöprocent på 19,2 procent.